# Arabes du Tilemsi
Les Arabes du Tilemsi ou encore Arabes de Gao désignent les populations arabophones au Mali de la région nord-est de la boucle du Niger, au nord de Gao. Ils se distinguent du deuxième grand groupe d'arabophones au Mali, ceux de la région de Tombouctou ou les Bérabich, qui sont en général plus scolarisés et plus proches de l’État.
Une des tribus les plus connues sont les Lemhars (variante : Lamhars, Lam-Har, al-Amhar) avec lesquels les Arabes du Tilemsi sont parfois assimilés dans leur ensemble, appelés aussi « Arabes Tangara ».
Parmi les autres tribus présentes au Mali, on compte les Ladem (Ladim, Ladoum) ou encore  (Ahl Mbarek principalement à Ménaka). Et les Machdouf (Mechdouf).[réf. nécessaire].

## Histoire
Les Arabes du Tilemsi sont historiquement des vassaux des Arabes Kountas.
Les Arabes du Tilemsi disent être venus juste avant la colonisation française à l'appel des Kountas qui cherchaient des alliés dans leur guerre contre les Touaregs Ouelleminden. Chaque tribu aurait ainsi envoyé quelques guerriers (les noms des tribus arabes rappellent ainsi celles de Mauritanie sans respecter leur hiérarchie interne). Après ce conflit, ces Arabes auraient décidé de rester en acceptant un statut inférieur à celui des Kountas.
Au Mali, dans le cadre de la fraude « lahda » à partir des années 70 (trafic transfrontalier avec l'Algérie de biens subventionnés), les commerçants algériens, pour vendre les produits de consommation courante en brousse, employaient notamment des Arabes nomades du Tilemsi au nord de Gao, comme colporteurs, qui le plus souvent appartenaient à leur belle-famille. Ces derniers, profitant de l'insécurité croissante dans la région, ont fini par accumuler suffisamment d'argent pour supplanter leurs anciens patrons.
Cependant, à partir de 2000, la réussite des Arabes du Tilemsi dans le commerce (et avant tout dans la contrebande de produits subventionnés algériens - la fraude Lahda - ) puis le trafic de cigarettes entraîne un refus croissant de ces derniers de se soumettre aux Kountas. Finalement, quand un des leurs se présente aux élections locales en 2002 et que d'autres, encouragés par ce dernier, refusent de payer le tribut (la jiziya), la guerre éclate qui ne s'apaisera qu'en 2006 avec un aggiornamento des zones d'influence et des revenus de la contrebande au profit des Arabes du Tilemsi.

## Généralités
À Gao, les Arabes du Tilemsi sont pour la plupart regroupés dans le quatrième quartier de Gao, de construction relativement récente.
Les Ahl al-gibla désigne les Arabophones d'origine mauritanienne dont l'arrivée dans le Tilemsi est plutôt récente.

## Les Lemhars
Les Lemhars sont une communauté arabe du nord du Mali, établie dans la vallée du Tilemsi, qui compte parmi ses membres de grands commerçants très impliqués dans le trafic de drogue dans la région et étroitement liés aux islamistes.
Lors de la création du Mouvement pour l'unicité et le jihad en Afrique de l'Ouest (MUJAO), celui-ci est rapidement tombé sous le contrôle d'arabophones du Mali et de Mauritanie, notamment les Lemhars pour qui ce fut l'occasion de contrecarrer un groupe touareg, le Mouvement national pour la libération de l'Azawad (MNLA) mais aussi les alliés de ce dernier, les Kountas, dont ils étaient les anciens vassaux et avec lesquels la rivalité est encore vive (les Lemhars ont enlevé au mois de janvier 2010 le chef de Kounta de la région de Gao, Sidi El Mokhtar al-Kunti, maire d'Anéfis, après que des Kountas aient participé à l'attaque d'un convoi de drogue appartenant aux Lemhars)̣,
À l'heure actuelle, la branche loyaliste du Mouvement arabe de l'Azawad (MAA) est en grande partie composée de membres de la tribu des Lemhar, dont une partie sont des anciens membres du MUJAO.

### Les Lemhars et le trafic de drogue
La fortune des grands commerçants lemhars est à l'origine de la construction d'un quartier de demeures luxueuses à Gao surnommé la « Cocaïneville » (Cocaïnebougou).
L'un d'entre eux est Baba Ould Cheikh, maire de la commune de Tarkint, qui dirige depuis les années 2000 à Gao une entreprise de transport qui lui permet d'importer illégalement d'Algérie tous les produits de consommation courante qui alimentent le nord-est malien. Il est mêlé à l'affaire « Air Cocaïne ».
Parmi les autres grands commerçants Lemhars soupçonnés d'être impliqués dans le trafic de drogue se trouve Chérif Ould Taher, Mohamed Ould Ahmed Deya « Rougi » et Sultan Ould Bady.
Ces grands trafiquants seraient les propriétaires des sociétés « Nour Transport », « Tilemsi Transport » ou encore de l'entreprise qui produit le « Thé Antilope ».

### Les Lemhars et les groupes terroristes
Baba Ould Cheikh était en contact étroit avec Aqmi, notamment dans le cadre des négociations pour les otages européens enlevés en Algérie et libérés en territoire malien en 2003 puis du diplomate canadien Robert Fowler (il avait mis à cette occasion en contact le conseiller spécial du président burkinabé Moustapha Ould Limam Chafi avec Mokhtar Belmokhtar).
Par la suite, quand les jihadistes ont pris le contrôle des grandes villes du nord du Mali en 2012, notamment Gao, beaucoup de ces grands trafiquants lemhars, souvent pour protéger leurs affaires, mais aussi pour régler le vieux contentieux tribal avec les Kountas, proches d'un groupe armé rival, le MNLA, ont rallié le Mujao. C'est notamment le cas d'Ahmed al-Tilemsi, qui n'était pas alors jihadiste mais avait en revanche la réputation d'être l'un des plus grands trafiquants de drogue de la région.
Selon d'autres rapports, le cœur des effectifs du Mujao est constitué, dès le départ, par des Arabes lemhars, au moins jusqu'en juillet 2012, date à laquelle un effort a été fait pour élargir le recrutement. Les véritables maîtres et financiers du mouvement étaient Chérif Ould Taher et Mohamed Ould Ahmed Deya « Rouji », des hommes connus pour être d'importants trafiquants de drogue. D'autres notables lemhars se sont rapprochés des islamistes lorsque de l'occupation de Gao par ces derniers, notamment Mohamed Ould Mataly, le député de Bourem, qui est le beau-père de ces deux derniers.
De même, un autre Arabe lemhar de premier plan, Yoro Ould Daha, a été tour à tour membre du Mouvement arabe de l'Azawad, du MUJAO ou d’Al Mourabitoune.

## Personnalités arabes du Tilemsi
- Baba Ould Cheikh, inculpé et arrêté pour trafic de drogue
- Hanoun Ould Ali, proche du Mouvement arabe de l'Azawad faction loyaliste et gendre de Mohamed El Moctar, ancien ministre de la Culture d’Amadou Toumani Touré[23]
- Chérif Ould Taher, grand trafiquant
- Mohamed Ould Mataly, député de Bourem
- Yoro Ould Daha, ancien chef de la police islamique de Gao
- Abderrahmane Ould Amer alias Ahmed al-Tilemsi
- Mohamed Abderrahmane Ould Meydou, général malien.